# オープン・ダイアローグ
オープン・ダイアローグ（英語: Open Dialogue）とは、統合失調症に対する治療的介入の手法で、フィンランドの西ラップランド地方に位置するケロプダス病院のファミリー・セラピストを中心に、1980年代から実践されているものである。「開かれた対話」と訳される。統合失調症、うつ病、引きこもりなどの治療に大きな成果をあげており、発達障害の治療法としても期待されている。
現在、統合失調症等の精神疾患に限らず会社、組織、家族等あらゆる場面において個々の生き方やその環境に置いての過ごし方をスムーズにする目的で利用され始めている。

## 概説
患者やその家族から依頼を受けた医療スタッフが、24時間以内に治療チームを招集して患者の自宅を訪問し、症状が治まるまで毎日対話する、というシンプルな方法で、入院治療・薬物治療は可能な限り行わない。患者を批判しないで、とにかく対話する、などのルールがある。統合失調症患者は（創造的である反面、極言すれば病的でもある）モノローグに陥りやすく、そこから開放することを目標とする。

## モノローグ（独白）をダイアローグ（対話）に開くために
- 本人抜きではいかなる決定もなされない。
- 依頼があったら24時間以内に、本人・家族をまじえて初回ミーティングを開く。
- 治療対象は最重度の統合失調症を含む、あらゆる精神障害をもつ人。
- 薬はできるだけ使わない。
- 危機が解消するまで、毎日でも対話をする。
- テーマは事前に準備しない。スタッフ限定のミーティングなどもない。
- もちろん幻覚妄想についても突っ込んで話す。
- 本人の目の前で専門家チームが話し合う「リフレクティング」がポイント。
- 治療チームは、クライアントの発言すべてに応答する。

出典：

## 治療期間
1回のミーティングに要する時間はさまざまだが、おおむね1時間半もあれば十分である。家族が危機のなかで孤立していると感じないように、十分な頻度で（必要があれば毎日）ミーティングの機会が持たれる。重大な危機の場合、10～12日間にわたって毎日ミーティングを行うことを考慮に入れる。急性期を脱して症状が消えるまで、同じ治療チームが関わり続ける。

## 治療成績
この治療法を導入した結果、西ラップランド地方において、統合失調症の入院治療期間は平均19日間に短縮された。薬物を含む通常の治療を受けた統合失調症患者群との比較において、この治療では、服薬を必要とした患者は全体の35%、2年間の予後調査で82%は症状の再発がないか、ごく軽微なものにとどまり（対照群では50%）、障害者手当を受給していたのは23%（対照群では57%）、再発率は24%（対照群では71%）に抑えられた。
ただし学術的に有効性を検証する研究は少なく、日本では思想や哲学の文脈で話題になったことへの批判的視点もある。実際、ランダム化比較試験などの質の高いエビデンスはいまだなく、2018年1月までに発表された研究を対象としたレビュー論文では、全体として定量的研究も質的研究もバイアスのリスクが高く、「現在のところ、オープンダイアローグを支持するエビデンスは質が低い（Currently, the evidence in support of OD is of low quality）」と結論されている。

## 日本への導入
オープンダイアローグ・ネットワーク・ジャパン（ODNJP）が中心となって普及を進めている。保険適用外（2018年現在）であることや、従来の薬物療法中心の精神病治療の考え方を変える必要があるなど、国内での普及には大きな壁があるが、書籍などを通じて学ぶことで、家族が実践することも可能である。オープンダイアローグ対話実践のガイドライン（第1版、2018年3月）が公開されている。